# 'O surdato 'nnammurato
'O surdato 'nnammurato (in italiano: Il soldato innamorato) è una delle più famose canzoni in lingua napoletana, scritta dal poeta sorrentino Aniello Califano e lanciata da Giuseppe Godono, che la incise nel 1919

## Descrizione
Il testo fu scritto da Aniello Califano nella sua villa paterna di Sant'Egidio del Monte Albino e musicato da Enrico Cannio nel 1915. La canzone descrive la tristezza di un soldato che combatte al fronte durante la prima guerra mondiale e che soffre per la lontananza dalla donna di cui è innamorato.

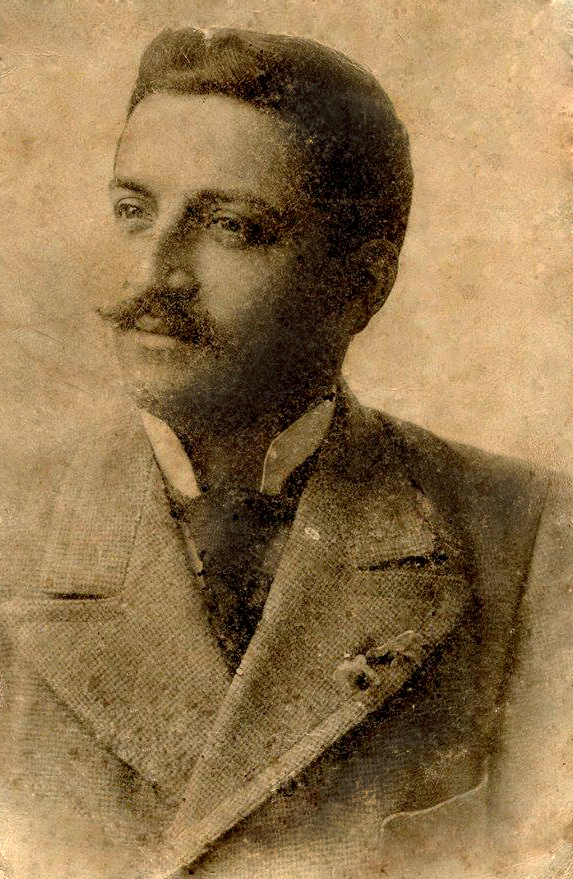
Aniello Califano

Molto famosa è l'interpretazione di Anna Magnani, nel film La sciantosa. Tra gli interpreti contemporanei di questa canzone sono da segnalare  Claudio Villa, Massimo Ranieri,Al Bano, Enzo Jannacci (che ha inciso la canzone all'interno dell'album Discogreve) e Roberto Vecchioni (il quale l'ha interpretata sul palco del Festival di Sanremo 2011). 

## Testo in lingua napoletana
a te volo cu 'o penziero
niente voglio e niente spero
ca tenerte sempe a fianco a me!
Si' sicura 'e chist'ammore
comm'je so' sicuro 'e te...
Oje vita, oje vita mia
oje core 'e chistu core
si' stata 'o primmo ammore
e 'o primmo e ll'urdemo sarraje pe' me!
Quand'a notte nun te veco,
nun te sento 'int'a sti bbracce,
nun te vaso chesta faccia,
nun t'astregno forte 'mbraccio a mme.
Ma scetannome 'a sti suonne,
mme faje chiagnere pe' te...
Oje vita, oje vita mia
oje core 'e chistu core
si' stata 'o primmo ammore
e 'o primmo e ll'urdemo sarraje pe' mme!
Oje vita, oje vita mia
oje core 'e chistu core
si' stata 'o primmo ammore
e 'o primmo e ll'urdemo sarraje pe' mme!
Scrive sempe e sta' cuntenta:
io nun penzo che a te sola
Nu penziero me cunzola,
ca tu pienze sulamente a mme.
'A cchiù bella 'e tutt'e bbelle,
nun è maje cchiù bella 'e te...
Oje vita, oje vita mia
oje core 'e chistu core
si' stata 'o primmo ammore
e 'o primmo e ll'urdemo sarraje pe' mme!»

## Interpreti e incisioni

### 78 giri
- 1927/1928 – Gennaro Pasquariello, (Columbia, D 6042)[2]
- 1947 – Francesco Albanese, (Cetra, DC 4662)

### 33 giri
- xxxx – Lino Mattera nella raccolta Napoli eterna canzone Volume II (Leon Disco, SPX 10002)
- 1964 – Roberto Murolo, Napoletana dal 1909 al 1915, (Durium, ms AI 77074)
- 1972 – Massimo Ranieri, omonimo album, (CGD,  FGL 51031972 )
- 1980 – Giulietta Sacco, AA.VV., Napoli e le sue canzoni (1915-1923) 'O surdato 'nnammurato, (RCA  NL 33073 )
- 1989 – Anna Magnani, Le canzoni di Anna Magnani,  (CGD , 2292 46344-2)  (Fonit Cetra  2292 46344-2 ), postumo
- 1999 - Al Bano nell'album Volare
- 2015 – Gigi D'Alessio, Malaterra, (Sony Music, 888751372627)

## Il film
Il regista Ninì Grassia ha diretto un film omonimo nel 1983.